# Panzerzug I.
Der Panzerzug I. war ein Panzerzug der österreich-ungarischen Armee zur Zeit des Ersten Weltkrieges.

## Geschichte
Im Jahr 1914 wurde ein behelfsmäßig gepanzerter Zug in für die 15. Eisenbahngesellschaft vorbereitet und in Dienst gestellt. Dies war der erste Panzerzug im österreichisch-ungarischen Dienst. Er bestand aus einer behelfsmäßig gepanzerten Dampflokomotive und vier gepanzerten Niederbordkohlewagen. Ende 1914 wurde der Panzerzug umgegliedert und mit neuem, serienmäßigem Rollmaterial ausgerüstet. Dabei erhielt er die Bezeichnung Panzerzug I.

## Technische Daten

### Lokomotive
Über die erste verwendete Dampflokomotive ist nichts bekannt. Die zweite Dampflokomotive des Panzerzug I. war eine MÁV XII oder auch MÁV-Baureihe 377. Diese wurde 1898 bei der MÁVAG mit der Werksnummer BP 1296/98 hergestellt. Erstmals eingesetzt bei den ungarischen Staatsbahn erhielt die Dampflokomotive ab 1898 dort die Betriebsnummer 5585 der Baureihe XII und ab 1911 wurde sie in 377,403 abgeändert. Diese Dampflokomotive wurde komplett gepanzert. Nach dem Ende des Krieges wurde die Panzerzuglokomotive verschrottet.

### Artilleriewagen

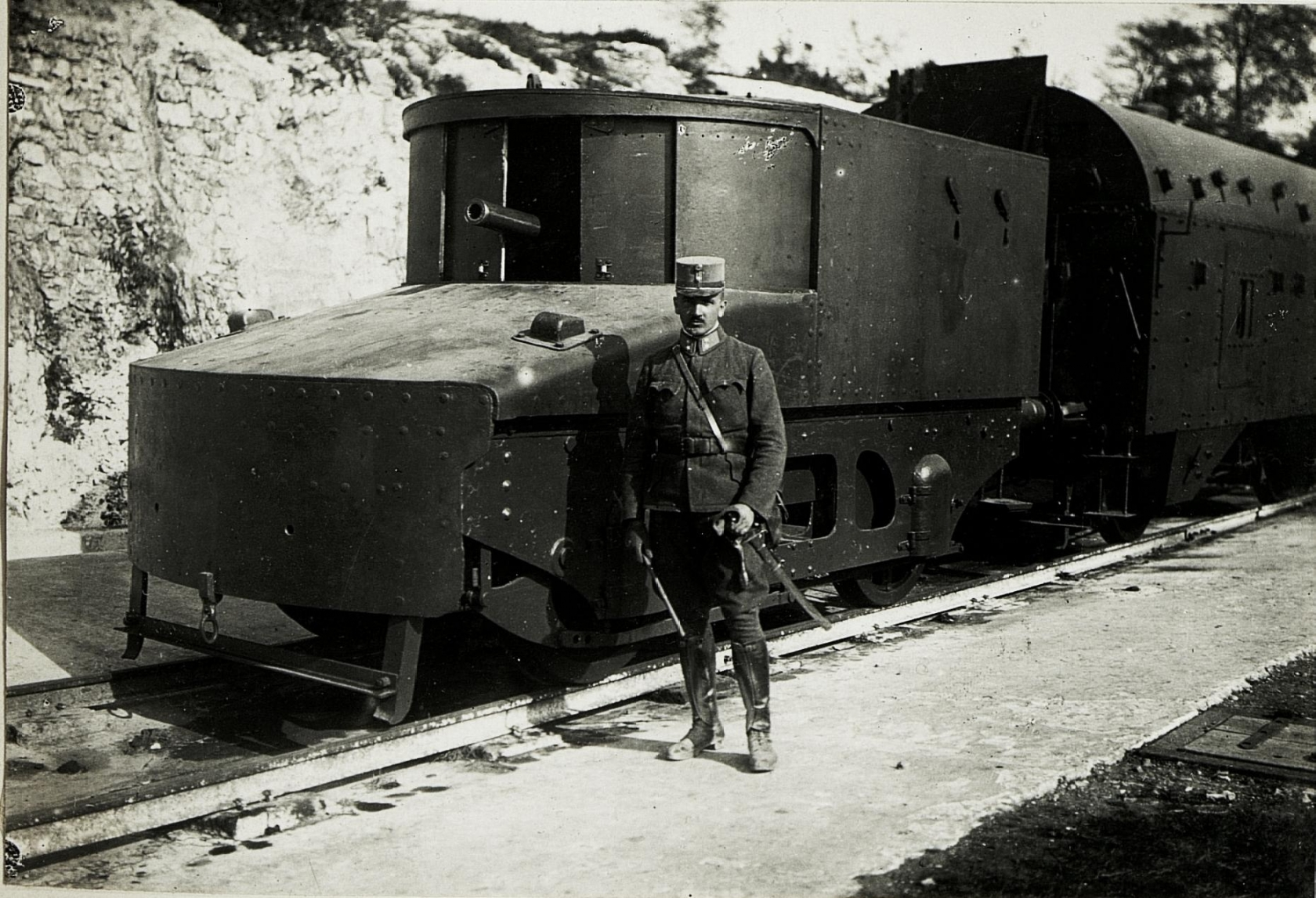
Der Artilleriewagen des Panzerzug I.

Der Artilleriewagen des Panzerzuges I. wurde hinter den Abstoßwagen angekoppelt. Die Kanone befand sich im halbkreisförmigen vorderen Teil des Panzerwagenkastens. Die Abdeckungen waren beweglich und ermöglichten so ein Richten der Kanone nach rechts und links. Das Fahrgestell des Artilleriewagens war ein ehemaliger zweiachsiger Tender. Der Artilleriewagen wurden am Ende des Krieges außer Dienst gestellt und nicht mehr weiter verwendet.

### Maschinengewehrwagen

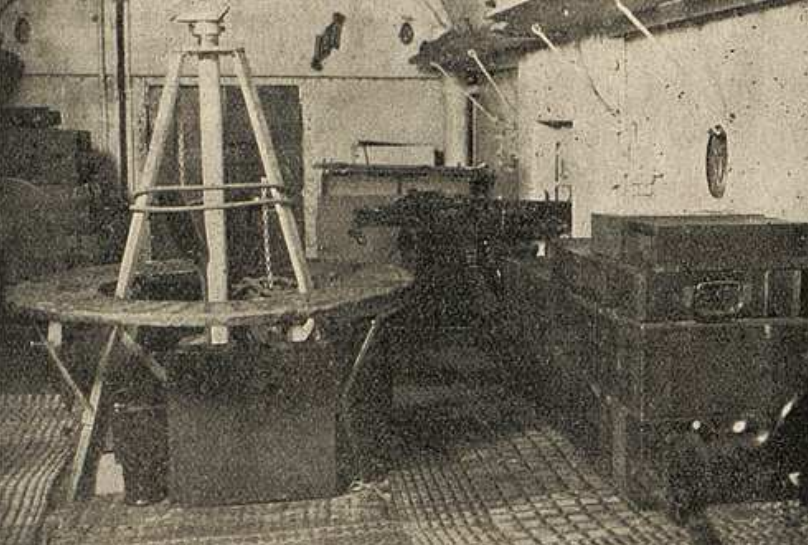
Innenansicht eines Maschinengewehrwagen, gut erkennbar das Dreifußgestell zur Fliegerabwehr

Der Panzerzug I. verfügte Ende 1914 über zwei Maschinengewehrwagen. Diese waren unterschiedlich ausgerüstet, sahen vom äußeren jedoch identisch aus. Der erste Maschinengewehrwagen wurde nach dem Artilleriewagen angekoppelt und verfügte über vier 8-mm-Maschinengewehre 07/12. Diese waren in Schießscharten angebracht, je zwei auf jeder Seite. Um sich gegen Flugzeuge wehren zu können, verfügte der Wagen über ein Dreibeingestell in der Mitte des Wagens. Die Seriennummer diese Wagens war 140.972. Nach dem Ende des Krieges wurde er beim tschechoslowakischen Panzerzug Nummer 2 verwendet.
Der zweite Maschinengewehrwagen war hinter der Dampflokomotive als letzter Wagen des Panzerzuges angekoppelt. Dieser besaß nur zwei 8-mm-Maschinengewehre 07/12, je eins auf jeder Seite. Diese konnten jedoch variabel eingesetzt werden, je nachdem auf welcher Seite mehr Feuerkraft benötigt wurde. Zusätzlich war es möglich, eines an der Rückseite anzubringen um den rückwärtigen Raum abzudecken. Auch hier gab es zur Flugabwehr ein Dreibeingestell in der Mitte des Wagens. Dieser Wagen hatte die Seriennummer S 150.060 und wurde nach dem Ende des Krieges im Panzerzug Śmiały verwendet.

### Abstoßwagen
Der Abstoßwagen oder Materialwagen wurde vor dem Panzerzug gekoppelt. Er sollte als erstes Fahrzeug auf Minen auffahren oder gelockerte Gleisstücke entdecken und so den wichtigen Teil des Panzerzuges schützen. Zusätzlich wurden auf dem Wagen Gleisstücke, Bahnschwellen, Wagenheber, Sägen und weiteres Material transportiert, welches Einsatzbereit verzurrt wurde.

## Einsatz
Das erste Einsatzgebiet des Panzerzug I. war ab Oktober 1914 in der Nähe von Przemyśl, jedoch ohne nennenswerte Vorkommnisse. Nach einer Umgliederung und Neuausrüstung mit serienmäßigem Rollmaterial, wurde der Panzerzug I. am 5. Dezember ins Gebiet Sighetu Marmației beordert und umgehend in den Kampf geschickt.
Im November 1915 wurde der Panzerzug I., zusammen mit dem Panzerzug VI., Panzerzug VIII. und Panzerzug IX. zum Schutz an die Grenze von Siebenbürgen geschickt. Haupteinsatzgebiet für den Panzerzug I. waren das Gebiet der Transsilvanische Alpen.
Bis in den September 1917 blieb der Panzerzug im ständigen Einsatz. Im September beschloss das Oberkommando der österreichisch-ungarischen Armee, den Panzerzug I., Panzerzug III. und den Panzerzug VI. zu demobilisieren und außer Dienst zu nehmen. Da das Rollmaterial nicht mehr genutzt werden sollte, wurde es eingelagert und gelangte nach dem Krieg nach Jugoslawien.

## Zugzusammensetzung
Die Zugzusammensetzung wird von vorne nach hinten aufgezählt:
- 1× Abstoßwagen
- 1× Artilleriewagen[1]
- 1× Maschinengewehrwagen (Seriennummer: 140 972)[1]
- 1× Panzerlokomotive 377,403
- 1× Maschinengewehrwagen (Seriennummer: S 150 060)[1]